# 1151 Ithaka
1151 Ithaka là một tiểu hành tinh vành đai chính bay quanh Mặt Trời. Nó hoàn thành một chu kỳ quay quanh Mặt Trời là 4 năm. Nó được phát hiện bởi Karl Wilhelm Reinmuth ở Heidelberg, Đức ngày 8 tháng 9 năm 1929. Nó được đặt theo tên Greek island thuộc Ithaca ở Ionian Sea. Tên ban đầu của nó là 1929 RK.